# Phénomène physique
Ne doit pas être confondu avec Phénomène chimique.
Un phénomène physique est, pour une observation donnée, un aspect majeur résultant de transferts d'énergie à l'échelle macroscopique (phénomène optique par exemple), d'autres phénomènes intervenant, à d'autres échelles, comme facteurs des aspects complémentaires de ce qui est observé. Les corps concernés uniquement par un phénomène physique ne subissent pas, en principe, de transformation de leur nature, leur changement étant lié avant tout à leur façon de réagir - sans altération - à l'effet de telle ou telle forme d'énergie ; ces modifications sont, pour cette raison, souvent réversibles.

## Exemples
- Le vent (équilibrage de pressions) et la pluie (condensation).
- La chute, le rebond, phénomènes liés à la gravité, l'élasticité.
- Une lampe à incandescence subit un phénomène physique lorsqu'elle est allumée ; elle revient tout naturellement à son état initial lorsqu'elle est éteinte.
- Les fusions sont des variantes d'un même phénomène physique.
- Une éruption est le phénomène physique le plus spectaculaire de la vie des volcans.